# Sprachphilosophie
Die Sprachphilosophie ist die Disziplin der Philosophie, die sich mit Sprache und Bedeutung beschäftigt, vor allem mit dem Verhältnis von Sprache und Wirklichkeit und dem Verhältnis von Sprache und Bewusstsein (bzw. Denken).
Sie ist auch eine Teildisziplin der allgemeinen Linguistik. Sie kann weiter auch als ein Teilbereich der Semiotik angesehen werden, d. h. der allgemeinen Zeichenlehre. Die Sprachphilosophie ist eng verwandt mit der Logik, indem zur Sprachphilosophie auch die Analyse der logischen Struktur von Sprache gehört. Zur Sprachphilosophie wird manchmal auch die sprachphilosophisch orientierte Philosophie gezählt, zu der anthropologische Überlegungen zur Stellung des Menschen als sprachfähiges Wesen gehören. Zur Sprachphilosophie wird manchmal auch die Sprachkritik gezählt.
Zu unterscheiden ist die Sprachanalyse als eine philosophische Methode von der Sprachphilosophie als Untersuchung des Gegenstands Sprache. Sprachphilosophische Untersuchungen gibt es seit der Antike, aber erst seit etwa Mitte des 19. Jahrhunderts werden sie als ‚Sprachphilosophie‘ bezeichnet (wobei der Begriff schon vorher im Umlauf war, 1748 bei Pierre Louis Moreau de Maupertuis).

## Sprachanalyse als philosophische Methode
Die Sprachanalyse als philosophische Methode gibt es bereits seit der Antike. Ihr kommt jedoch eine zentrale Stellung in der analytischen Philosophie des 20. Jahrhunderts zu, deren verschiedene Strömungen etwa in der Tradition des späten Ludwig Wittgenstein oder Willard van Orman Quine philosophische Probleme zum Beispiel in der Erkenntnistheorie oder der Philosophie des Geistes primär unter Bezug auf sprachphilosophische Methoden diskutierten. Die Sprachphilosophie wurde als Fundamentaldisziplin innerhalb der Philosophie angesehen. Peter Bieri bemerkt dazu kritisch:
„Sprachanalyse als ein Mittel des Philosophierens gab es natürlich schon früher, angefangen mit Platon und Aristoteles, exemplarisch bei Abälard und Ockham, beim frühen Husserl, bei Bolzano und Meinong. Und was noch entscheidender ist: Die sprachanalytische Wendung könnte nur dann als Abgrenzungskriterium für die analytische Philosophie dienen, wenn sich das Dogma halten ließe, dass sich alle interessanten Fragen der Philosophie als Fragen über Wörter und deren logische Struktur von Sätzen darstellen ließen. Doch dieses Dogma ist längst gefallen, auch bei den analytischen Philosophen selbst. Wie man mentale Verursachung zu verstehen hat, oder unseren Willen zur moralischen Einschränkung unserer Handlungsfreiheit, oder Rationalität, oder Gerechtigkeit – das sind Fragen, bei denen Sprachanalyse nicht weit führt.“
Die Ansicht, dass die Sprachphilosophie Fundamentaldisziplin ist, bezeichnet man auch als Linguistic turn. Richard Rorty beschreibt es präziser als „die Ansicht, dass philosophische Probleme gelöst oder aufgelöst werden können, indem man entweder die Sprache reformiert oder besser die Sprache versteht, welche wir gegenwärtig verwenden.“ Damit benennt Rorty zwei verschiedene Zugänge, die so genannte Philosophie der idealen Sprache und die Philosophie der normalen Sprache.

### Philosophie der idealen Sprache
Die Philosophie der idealen Sprache betrachtet die natürlichen Sprachen als defizitär, da diese aufgrund verschiedener Ungenauigkeiten nicht den strengen Ansprüchen der Logik genügten. Ziel dieses Zugangs ist die Revidierung oder gar Ersetzung der natürlichen Sprachen für Zwecke der Wissenschaften durch eine ideale, formale Sprache.
Das Projekt hat sich als schwierig in der Umsetzung erwiesen. Das grundsätzliche Problem ist, dass jede Sprache, auch eine formale Sprache, interpretiert werden muss und die Sprache der Interpretation in der Regel unsere natürliche Sprache ist. Dennoch hat sich diese Zugangsweise als sehr fruchtbar erwiesen, denn dank der Erforschung von logischen und begrifflichen Zusammenhängen wurden wichtige Erkenntnisse über den Aufbau einer formalen Sprache gemacht.
Als Begründer der Philosophie der idealen Sprache gilt der Mathematiker, Logiker und Sprachphilosoph Gottlob Frege, der dieses Projekt in seiner Begriffsschrift verwirklichen wollte. Weitere wichtige Vertreter sind Bertrand Russell, der zusammen mit Alfred North Whitehead die Principia Mathematica verfasste, Ludwig Wittgenstein in seinen frühen Jahren, d. h. als Verfasser des Tractatus Logico-Philosophicus, Rudolf Carnap und weitere Vertreter der frühen analytischen Philosophie sowie Wilhelm Kamlah und Paul Lorenzen, die Begründer des Erlanger Konstruktivismus.

### Philosophie der normalen Sprache
Die Philosophie der normalen Sprache betrachtet die natürlichen Sprachen nicht als defizitär, sondern als völlig brauchbar für den Zweck, für den sie eingesetzt werden, nämlich zur Verständigung im sozialen Umfeld. Die Aufgabe der Sprachphilosophie sei es nicht, die Sprache zu revidieren oder zu ersetzen, sondern beispielsweise durch das Ausweisen von begrifflichen oder regulativen Zusammenhängen zu beschreiben bzw. – wie einige Vertreter hinzusetzen würden – zu erklären.
Als Begründer der Philosophie der normalen Sprache gilt Ludwig Wittgenstein in seinen späten Jahren, d. h. als der Verfasser der Philosophischen Untersuchungen. Weitere wichtige Vertreter sind Gilbert Ryle, John Langshaw Austin und Peter Strawson.
Der Ansatz hat zur Entwicklung der Sprechakttheorie beigetragen, die zu einem wichtigen Bestandteil der linguistischen Pragmatik geworden ist. Die Fruchtbarkeit normalsprachlicher Methodik zeigt sich auch in zahlreichen philosophischen Debatten, darunter etwa in Debatten um die Beziehung von Geist und Materie (deren traditionelle Behandlung nach Ryle zu Scheinproblemen führe).
Einigen Kritikern scheint der damit einhergehende konservative Zug, also das Festhalten am bestehenden Sprachgebrauch, aus verschiedenen Motiven problematisch. Es wird moniert, im Rahmen normalsprachlicher Ansätze würden Erklärungen und Rechtfertigungen zirkulär oder hätten nur im Geltungsbereich bestimmter Sprachsysteme Gültigkeit. Hin und wieder wird behauptet, bei normativen Problemen führe die Philosophie der normalen Sprache zu naturalistischen Fehlschlüssen.

## Zugänge zur Sprache
Man kann verschiedene Zugänge zur Sprache unterscheiden: die analytische Philosophie, die philosophische Anthropologie, die Sprachkritik und den Strukturalismus.

### Analytische Philosophie
In der analytischen Philosophie wird der Gegenstand Sprache mithilfe sprachanalytischer Methoden untersucht. Als Gründerväter der analytischen Sprachphilosophie gelten unter anderen Gottlob Frege, Bertrand Russell und Ludwig Wittgenstein.

### Philosophische Anthropologie
In der philosophischen Anthropologie wird das Wesen des Menschen untersucht. Die Sprachfähigkeit des Menschen bietet sich als wesentliches Unterscheidungsmerkmal zum Tier an. Dies ist Untersuchungsgegenstand bei Johann Gottfried Herder und Wilhelm von Humboldt. Humboldt stellt die These auf, dass begriffsbildende Sprachunterschiede zwischen den Völkern nicht auf eine gemeinsame Vernunft zurückführbar sind, sondern stattdessen durch das Studium der Sprachen erklärbar seien. Weitergeführt wurden diese Überlegungen namentlich von Ernst Cassirer in seinem Werk Versuch über den Menschen.

### Sprachkritik
Sprache wird als ein gesellschaftliches Mittel zur Machtausübung untersucht und kritisiert. Gemäß der Diskurstheorie von Michel Foucault gibt es keinen Diskurs, der nicht von Machtbeziehungen bestimmt sei. Die Regeln des Diskurses definieren für einen bestimmten Zusammenhang, was gesagt werden soll und was nicht gesagt werden darf und welcher Sprecher was wann sagen darf.
Jürgen Habermas schlägt demgegenüber das Ideal eines machtfreien Diskurses vor. Er verbindet Kommunikation mit den normativen Grundlagen der Gesellschaft und liefert in seinem Hauptwerk Theorie des kommunikativen Handelns eine soziologisch fundierte Auseinandersetzung der Rolle der Kommunikation für das soziale Leben in demokratischen Gesellschaften.
Die sexistische Diskriminierung und Unterdrückung der Frauen durch Sprache – zum Beispiel durch Stereotypisierung und abfällige Bemerkungen – wird in der feministischen Linguistik untersucht. Die feministische Philosophie interessiert sich unter anderem für die Unterscheidung von Sex und Gender und die (auch sprachliche) Konstruktion des Geschlechts (Doing Gender).

### Strukturalismus und Semiotik
Die Sprache wird im Strukturalismus als ein System von Zeichen untersucht. Als Begründer des Strukturalismus gilt Ferdinand de Saussure. Wichtige Beiträge lieferten Roman Jakobson und Claude Lévi-Strauss. In Auseinandersetzung mit dem Strukturalismus entwickelte sich der Poststrukturalismus. Wichtige Poststrukturalisten sind Michel Foucault, Jacques Derrida, Gilles Deleuze, Roland Barthes, Jacques Lacan und Judith Butler. Jacques Derrida entwickelte die Dekonstruktion. Inzwischen untersucht die Biosemiotik, ein Teilgebiet der Semiotik, die Verwendung von Zeichen in der nicht von Menschen belebten Natur.

## Sprache und Realität

### Referenz (Bezugnahme)
Dass es referierende (d. h. Bezug nehmende) Ausdrücke gibt, scheint unbezweifelbar: Der Name „Sokrates“ bezeichnet den griechischen Philosophen. Wenn man nun eine referenzielle Bedeutungstheorie vertritt, d. h. wenn man behauptet, dass die Bedeutung eines Ausdrucks in seiner Referenz besteht, dann stellt sich folgendes Problem: Zwei Ausdrücke, welche dieselbe Referenz haben, d. h. die koextensional sind, haben nicht unbedingt denselben Erkenntniswert. Das berühmte Beispiel von Gottlob Frege ist:
„Der Abendstern ist der Morgenstern“.
Der Ausdruck „Abendstern“ und der Ausdruck „Morgenstern“ haben dieselbe Referenz, nämlich den Planeten Venus, aber der erste Ausdruck bezeichnet den hellsten Stern am Abend, der zweite den hellsten Stern am Morgen. Der Satz lässt sich also mit Hilfe von Kennzeichnungen, d. h. von Ausdrücken der Art „der/die/das A“ so formulieren:
„Der hellste Stern am Abend ist der hellste Stern am Morgen.“
Doch damit ist das Problem noch nicht gelöst, denn die erste Kennzeichnung hat dieselbe Referenz wie die zweite und müsste, wenn die referentielle Bedeutungstheorie wahr ist, dieselbe Bedeutung haben. Das ist jedoch nicht der Fall, denn jemand kann wissen, dass der hellste Stern am Abend die Venus ist, ohne zu wissen, dass der hellste Stern am Morgen auch die Venus ist. Wie ist das Problem zu lösen? Es bestehen grundsätzlich zwei Lösungsansätze, der Ansatz von Gottlob Frege und der Ansatz von Bertrand Russell.
1. Frege schlägt vor, dass man Kennzeichnungen als Ausdrücke versteht, welche eine Extension (Bedeutung in Freges Terminologie) und eine Intension (Sinn in Freges Terminologie) aufweisen.
2. Russell schlägt vor, dass man Kennzeichnungen gar nicht als referierende Ausdrücke ansieht, sondern dass man Sätze, in denen Kennzeichnungen vorkommen, als eine Konjunktion von drei quantifizierenden Sätzen versteht. Zum Beispiel würde der Satz „Der hellste Stern am Abend ist der hellste Stern am Morgen“ so analysiert: Es gibt mindestens einen hellsten Stern am Abend und höchstens einen hellsten Stern am Abend und dieser Stern ist der hellste Stern am Morgen. Damit würde erklärt, weshalb jemand wissen kann, dass der hellste Stern am Abend die Venus ist, ohne zu wissen, dass der hellste Stern am Morgen auch die Venus ist.

Peter Strawson hat beide Ansätze kritisiert, ebenso Keith Donnellan, der das Problem durch eine Unterscheidung zwischen attributivem und referentiellem Gebrauch zu lösen versucht.
Ein weiteres Problem sind Eigennamen. Wie sind Eigennamen zu analysieren? Auch hierzu gibt es zwei Lösungsansätze, erstens den von Russell und Frege vertretenen Ansatz, zweitens den von Saul Kripke und Hilary Putnam vertretenen Ansatz.
1. Frege und Russell – die sich im Unterschied zur Analyse von Kennzeichnungen bei der Analyse von Eigennamen einig sind – schlagen vor, dass Eigennamen im Grunde gar keine Eigennamen sind, sondern als Kennzeichnungen zu analysieren sind. Kripke hat diesen Ansatz folgender Kritik ausgesetzt: Wenn es so wäre, dass Eigennamen im Grunde Kennzeichnungen sind, dann wäre es nicht möglich, dass eine Person die mit der Kennzeichnung zugeschriebene Eigenschaft nicht hätte; dies widerspricht jedoch unserer Intuition. Wenn man zum Beispiel den Namen „Sokrates“ als „der weiseste Philosoph Griechenlands“ interpretiert, dann wäre es nicht möglich, dass Sokrates nicht der weiseste Philosoph Griechenlands gewesen ist; aber das scheint uns sehr wohl möglich: Sokrates wäre immer noch Sokrates, auch wenn er nicht der weiseste Philosoph Griechenlands wäre.
2. Kripke schlägt vor, Eigennamen als direkt referierende Ausdrücke zu verstehen, welche ihre Bedeutung in einem ursprünglichen Taufakt erhalten. Putnam überträgt diesen Ansatz auf Namen für natürliche Arten wie zum Beispiel „Gold“ und „Wasser“.

### Bedeutung
Traditionelle Bedeutungstheorien gehen davon aus, dass mit der Bedeutung ein Gegenstand bezeichnet ist. Diese Theorien haben jedoch das Problem, dass Sätze, in denen Ausdrücke vorkommen, die auf nichts referieren – zum Beispiel: „Pegasus ist ein geflügeltes Pferd“ –, ihnen gemäß keine Bedeutung hätten. (Führt man zur Behebung dieses Problems fiktive Gegenstände ein, so ergeben sich andere Probleme.) Zudem gibt es viele Ausdrücke wie zum Beispiel Konjunktionen und Präpositionen, welche auf nichts zu referieren scheinen.
Moderne Bedeutungstheorien im Geist der Philosophie der normalen Sprache stellen die Frage, wie es überhaupt dazu kommt, dass ein Zeichen Bedeutung hat. Damit gelangen sie zur Ansicht, dass die Bedeutung eines Ausdrucks kein Gegenstand ist, sondern durch den Gebrauch des Zeichens gebildet ist. In der Folge haben sich verschiedene Bedeutungstheorien entwickelt.
1. Der von Ludwig Wittgenstein verfolgte Ansatz will lediglich eine Beschreibung der Sprache liefern, keine Erklärung. In dieser Beschreibung spielen die Begriffe Sprachspiel, Grammatik und Regel eine wesentliche Rolle.
2. Der von Willard Van Orman Quine entwickelte Ansatz ersetzt den Begriff der Bedeutung durch den der Verifikation: Was ein Satz bedeutet, ist dadurch bestimmt, wie er hinsichtlich seiner Wahrheit überprüft (verifiziert) wird (siehe Verifikationismus). Quine geht dabei von einer ursprünglichen Situation der Verständigung aus: Wie kann man eine Äußerung eines Sprechers verstehen, wenn einem dessen Sprache völlig fremd ist? Quine meint, dass man in dieser Situation eine radikale Übersetzung machen müsse, wobei die genaue Bedeutung der Äußerung unbestimmt bleibe (These der Unterdeterminierung der Bedeutung).
3. Der von Donald Davidson entwickelte Ansatz versucht die Frage zu beantworten, wie es möglich ist, dass kompetente Sprecher einer Sprache neue Sätze auf Anhieb verstehen können. Die naheliegende Antwort ist die, dass die Sprache kompositional aufgebaut ist, dass die Bedeutung eines Satzes von der Bedeutung seiner Bestandteile und ihrer Zusammensetzung bestimmt ist. Davidson versucht, eine kompositionale Bedeutungstheorie als Wahrheitstheorie in der Form der Theorie von Alfred Tarski zu formulieren. Davidsons Bedeutungstheorie ist im Grunde eine Interpretationstheorie. Dabei geht er wie sein Lehrer Quine von einer ursprünglichen Situation der Verständigung aus. Davidson meint, dass es dabei nicht um radikale Übersetzung ginge, sondern um radikale Interpretation. Entscheidend für die Konstruktion der Theorie ist das sogenannte Prinzip der wohlwollenden Interpretation (principle of charity). Michael Dummett hält der Theorie von Davidson entgegen, dass Wahrheitsbedingungen für die Bedeutung nur insofern relevant sind, als die Sprecher die Fähigkeit haben, sie zu erkennen.
4. Der von Paul Grice entwickelte Ansatz versucht den Begriff der Bedeutung mit dem der Absicht zu analysieren: Das, was ein Zeichen bedeutet, ist das, was ein Sprecher damit meint, d. h. was er damit in einem ganz bestimmten Sinn beabsichtigt (siehe Sprecherbedeutung).

## Sprache und Handlung

### Sprechakte
Wer spricht, stellt nicht nur etwas dar, sondern tut auch etwas. Diese Erkenntnis hat John Langshaw Austin in einer Vorlesungsreihe im Jahre 1955 formuliert (1962 als How To Do Things With Words publiziert). Austin unterscheidet zwischen drei gleichzeitig ablaufenden Akten, dem lokutionären, dem illokutionären und dem perlokutionären. Vereinfachend gesagt soll mit einer Äußerung etwas gesagt, getan bzw. bewirkt werden. Wenn zum Beispiel jemand äußert „Schiess dieses Tier nieder!“, dann hat er damit gesagt, dass die angesprochene Person das Tier niederschießen soll (Lokution), er hat ihr geraten oder befohlen, das Tier niederzuschießen (Illokution) und er hat sie (unter Umständen) überzeugt, dass sie das Tier niederschießen soll (Perlokution).
Einige Äußerungen sind sogenannte explizit performative Äußerungen; der Sprecher gibt dabei die illokutionäre Rolle seiner Aussagen explizit an, zum Beispiel: „Hiermit warne ich Dich!“ Eine performative Äußerung ist weder wahr noch falsch; sie kann gelingen oder nicht gelingen. Als Kriterium in der Analyse von Äußerungen gelten dabei die sogenannten Gelingensbedingungen von performativen Äußerungen.
John Searle versucht, Austins Ansätze zu einer Sprechakttheorie zu systematisieren. Er unternimmt unter anderem eine Klassifikation von Sprechakten. Er unterscheidet fünf Typen von Sprechakten: Repräsentivum/Assertivum (z. B. etwas behaupten), Direktivum (z. B. jemanden um etwas bitten), Kommissivum (z. B. jemandem etwas versprechen), Expressivum (z. B. jemandem danken) und Deklarativum (z. B. jemanden taufen). Es ist umstritten, wie hilfreich diese Einteilung ist.

### Implikatur
Manchmal meinen wir das, was wir sagen; öfters meinen wir jedoch etwas anderes oder etwas mehr als das, was wir sagen; wir deuten es lediglich an. Zum Beispiel sagt jemand als Antwort auf die Frage, wo man Benzin tanken könne, dass es eine Tankstelle um die Ecke gebe. Damit hat die Person nicht gesagt, dass man dort Benzin tanken könne, sie hat es lediglich angedeutet.
Paul Grice hat versucht, diesen Aspekt der Bedeutung als Implikatur zu verstehen. Der Ausdruck „Implikatur“ ist ein Kunstwort, das nur innerhalb von Grice Theorie – und Weiterentwicklungen davon – eine klar umrissene Bedeutung hat. Die Grundidee von Grice ist, die sprachliche Verständigung als ein rationales Handeln anzusehen, das auf dem sogenannten Kooperationsprinzip beruht. Diesem Prinzip sind verschiedene Konversationsmaximen untergeordnet, beispielsweise dass ein Sprecher seinen Beitrag so informativ wie möglich gestalten soll. Wenn wir mehr oder etwas anderes sagen, als wir meinen, aber dennoch kooperativ sind, dann ist dies darauf zurückzuführen, dass eine dieser Maximen nicht eingehalten oder verletzt wird.

### Metapher
Wird ein Wort nicht in seiner wörtlichen, sondern in einer übertragenen Bedeutung gebraucht, so spricht man von einer Metapher (griechisch μεταφορά „Übertragung“, von metà phérein „anderswohin tragen“). Gemäß Aristoteles besteht zwischen der wörtlich bezeichneten Sache und der übertragen gemeinten eine Beziehung der Ähnlichkeit. Zum Beispiel ist mit der metaphorischen Redeweise „Du bist meine Sonne“ nicht gemeint, dass die angesprochene Person tatsächlich eine Sonne ist, sondern dass sie ihr in einer näher zu bestimmenden Hinsicht ähnlich ist. Inwiefern ist nun aber eine Person einer Sonne ähnlich? Man könnte sagen, dass eine Person wie eine Sonne „strahlt“ oder „glänzt“. Dann würde man aber wiederum eine Metapher brauchen. Versucht man diese Frage zu beantworten, scheint man immer wieder auf Metaphern zurückgreifen zu müssen.
Gemäß Donald Davidson ist es irreführend, von einer metaphorischen Bedeutung zu reden. Wörter haben wörtliche Bedeutung und können metaphorisch gebraucht werden. John Searle schlägt in Anlehnung an Paul Grice vor, diesen Gebrauch als Implikatur zu erklären: Sagt ein Sprecher „Du bist meine Sonne“, so impliziert er damit, dass die Person in einer noch näher zu bestimmenden Hinsicht wie eine Sonne ist. Doch damit ist immer noch nicht geklärt, wie das „wie“ zu verstehen ist.

## Sprache und Bewusstsein

### Sprachliche Relativität
Die Linguisten Edward Sapir und Benjamin Whorf vertreten wie vor ihnen Wilhelm von Humboldt die These der sprachlichen Relativität: Sie behaupten, dass die Gedanken insofern relativ zu einer Sprache sind, als sich gewisse Gedanken nur in bestimmten Sprachen formulieren und verstehen lassen. Sie glauben, dies unter anderem mit empirischen Studien der Sprache von Indianern und Eskimos belegen zu können. Donald Davidson vertritt dagegen die These, dass alle Menschen, insofern sie miteinander kommunizieren, über dasselbe Begriffsschema verfügen, weil ein grundsätzlich anderes Begriffsschema für uns gar nicht verständlich wäre.

### Hermeneutik
Die Sprache ist auch Mittel des Verstehens. Die Hermeneutik ist die Untersuchung des Verstehens und somit auch der Sprache als Mittel des Verstehens. Begründer der Hermeneutik ist Friedrich Schleiermacher. Wesentliche Impulse zu einer Erneuerung der Hermeneutik im zwanzigsten Jahrhundert lieferten Wilhelm Dilthey, Martin Heidegger und Hans-Georg Gadamer.

### Kommunikation
Die Sprache ist auch ein Mittel der Kommunikation. Ein besonders bekanntes Kommunikationsmodell ist das Organonmodell (1933) von Karl Bühler. Bühler unterscheidet zwischen einer Darstellungs-, Ausdrucks- und Appellfunktion des Zeichens. Roman Jakobson erweiterte 1960 das Modell auf sechs Funktionen.
Als Standardmodell der Nachrichtenübermittlung gilt das in der Informationstheorie von Claude Shannon und Warren Weaver entwickelte Sender-Empfänger-Modell (1949). Dan Sperber und Deirdre Wilson haben gezeigt, dass dieses Modell zur Erklärung der menschlichen Kommunikation zu kurz greift und durch ein inferentialistisches Modell erweitert werden muss.
Die von Sperber und Wilson im Buch Relevance (1986) entwickelte Relevanztheorie verbindet Fodors modulare Theorie des Geistes mit Gedanken von Grice. Die Theorie besteht grundsätzlich aus zwei Prinzipien der Relevanz. Das erste besagt, dass der menschliche Geist dazu tendiert, die Relevanz des Inputs zu maximieren. Die zweite besagt, dass jede kommunikative Äußerung eine Vermutung der optimalen Relevanz mit sich trägt. Damit lasse sich sprachliche Kommunikation erklären.

### Spracherwerb und Sprachkompetenz

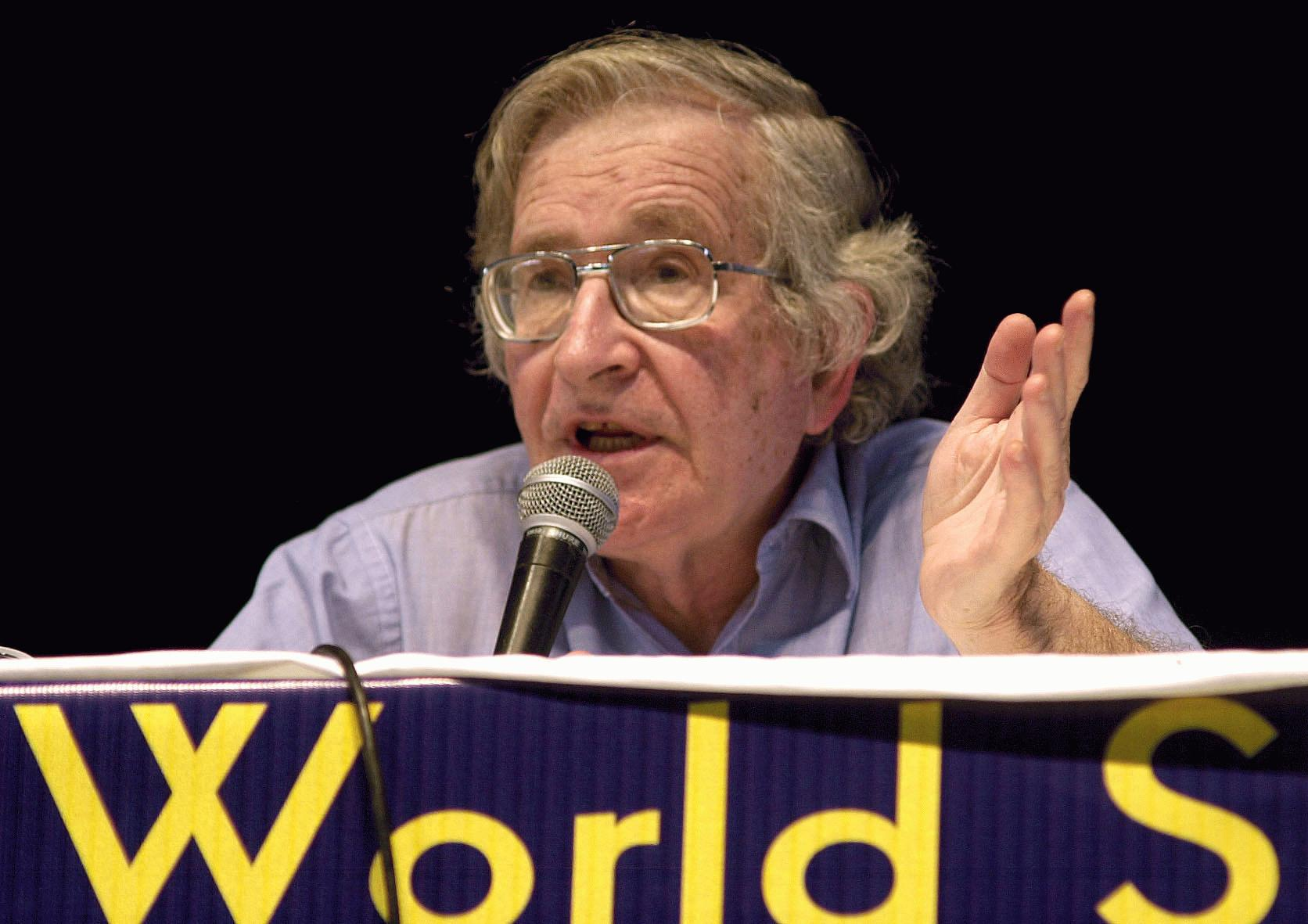
Noam Chomsky beim Weltsozialforum 2003

Wie können wir erklären, dass Menschen ihre Muttersprache so schnell erlernen können? In der Spracherwerbsforschung gibt es zwei klassische Ansichten, die von Noam Chomsky und von Jean Piaget erstmals formuliert wurden.
1. Der von Chomsky vertretene Nativismus geht davon aus, dass Menschen über eine sogenannte Universalgrammatik verfügen. Unter einer Universalgrammatik stellen sich Nativisten wie Chomsky, Jerry Fodor und Steven Pinker ein angeborenes syntaktisches Wissen vor. Nur bei der Annahme von einem solchen Wissen könne man den Spracherwerb von Kindern erklären.
2. Der klassische Kontrahent des Nativismus ist der Kognitivismus, der erstmals in Piagets Theorie der Entwicklung kindlicher Kognition ausgearbeitet wurde. Kognitivistische Theorien gehen davon aus, dass sich der Spracherwerb durch die Denkfähigkeiten des Menschen erklären lasse und man nicht auf eine angeborene Universalgrammatik zurückgreifen müsse. In den letzten Jahren wurde der klassische Kognitivismus zunehmend durch einen Interaktionismus ergänzt, der ein stärkeres Gewicht auf die soziale Interaktion von Menschen legt. In diese Richtung geht auch der Vorschlag des Anthropologen Michael Tomasello. Tomasello schlägt vor, dass Menschen über allgemeine kognitive Fähigkeiten verfügen, die sie zur Kommunikation einsetzen.

## Geschichte der Sprachphilosophie
Die Anfänge der Sprachphilosophie gehen bis in die Antike zurück. Die Ideenlehre von Platon führt zum Problem der Prädikation: Wie verhalten sich die Einzeldinge zu den Universalien? Aristoteles fährt mit den sprachphilosophischen Untersuchungen fort und entwickelt die Aussagenlogik. Im Mittelalter werden von Philosophen wie Abaelardus und Duns Scotus logische und sprachphilosophische Untersuchungen unternommen. William von Ockham entwickelt den Nominalismus (siehe Universalienstreit). Zur Abgrenzung gegenüber anderen Philosophien wurden verschiedene Aspekte erwogen und verworfen, so etwa der methodologische Nominalismus und eine Gegnerschaft zum Psychologismus, aber kein Kriterium gilt hierbei als vollständig etabliert.
Die moderne Sprachphilosophie hat sich als eigenständige Disziplin mit der Entwicklung der modernen Logik durch Gottlob Frege in seinem epochalen Werk der Begriffsschrift etabliert; dieses Werk ist kennzeichnend für die Philosophie der idealen Sprache. Mit den Philosophischen Untersuchungen von Ludwig Wittgenstein beginnt die Philosophie der normalen Sprache. Beide Traditionen haben zur Entwicklung neuer Erkenntnisse und der Erforschung neuer Gebiete geführt.

### Einführungen
Einführungen in deutschsprachigen Enzyklopädien
- Kuno Lorenz: Sprachphilosophie. In: Jürgen Mittelstraß (Hrsg.): Enzyklopädie Philosophie und Wissenschaftstheorie. Band 3. Metzler, Stuttgart 1995.

Allgemeine Einführungen in deutscher Sprache
- Albert Newen, Markus Schrenk: Einführung in die Sprachphilosophie. WBG, Darmstadt (2019; erweiterte und verbesserte dritte Auflage), ISBN 978-3-534-27113-9.
- Georg W. Bertram: Sprachphilosophie zur Einführung. Junius, Hamburg 2010, ISBN 978-3-88506-681-1.
- Matthias Hartig: Einführung in die Sprachphilosophie. Kohlhammer, Stuttgart 1978, ISBN 3-17-004696-9.
- Friedrich Kambartel, Pirmin Stekeler-Weithofer: Sprachphilosophie. Probleme und Methoden. Stuttgart 2005, ISBN 3-15-018380-4.
- Nikola Kompa (Hrsg.): Handbuch Sprachphilosophie. Metzler, Stuttgart 2015, ISBN 978-3-476-02509-8.
- Gerald Posselt / Matthias Flatscher: Sprachphilosophie: Eine Einführung. UTB/facultas, Wien 2016, ISBN 978-3-8252-4126-1.
- Peter Prechtl: Sprachphilosophie. Metzler, 1998. ISBN 3-476-01644-7 (eine der umfassendsten deutschsprachigen Einführungen).
- Pirmin Stekeler-Weithofer: Sprachphilosophie. Eine Einführung. München 2014 (C. H. Beck Wissen).

Einführungen in deutscher Sprache in spezielle Themen
- Sybille Krämer: Sprache, Sprechakt, Kommunikation: Sprachtheoretische Positionen des 20. Jahrhunderts. Suhrkamp, Frankfurt am Main 2001, ISBN 3-518-29121-1.
- Elisabeth Leiss: Sprachphilosophie. W. de Gruyter, Berlin / New York 2009, ISBN 978-3-11-020547-3.
- Eike von Savigny: Die Philosophie der normalen Sprache. Eine kritische Einführung in die »ordinary language philosophy«. Suhrkamp, Frankfurt am Main 1993 (1969), ISBN 3-518-28671-4.
- Dieter Teichert, Christiane Schildknecht: Philosophie in Literatur. Suhrkamp, 1995, ISBN 978-3-518-28825-2.
- Dieter Teichert: Die Unendlichkeit der Sprache und die Grenzen des Verstehens; in: U. Arnswald u. a. (eds.): Hermeneutik und die Grenzen der Sprache. Mautius, Heidelberg 2012, 57–74.

Einführungen in englischer Sprache
- Simon Blackburn: Spreading the Word: Groundings in the Philosophy of Language. Clarendon Press, Oxford 1984.
- Michael Devitt, Kim Sterelny: Language and Reality. 2. Auflage. Blackwell, Oxford 1999, ISBN 0-262-54099-1 (gute Einführung von einem naturalistischen Standpunkt aus).
- Richard Larson and Gabriel Segal, Knowledge of Meaning: an Introduction to Semantic Theory. MIT Press, Cambridge 1995 (Einführung in die philosophische Semantik für Philosophen und Linguisten).
- William G. Lycan: Philosophy of Language. A Contemporary Introduction. Third Edition. Routledge, London, New York 2019, ISBN 978-I-138-50458-5 (sehr einfach und klar).
- M. Platts: Ways of Meaning: an Introduction to Philosophy of Language. 2. Auflage. MIT Press, Cambridge 1997, ISBN 0-262-66107-1 (eine Einführung in die Sprachphilosophische mit Davidsons Theorie als Hintergrund).
- Kenneth Taylor: Truth and Meaning. An Introduction to the Philosophy of Language. Blackwell, Oxford 1998, ISBN 1-57718-049-6 (eine Einführung, welche auch in die intensionale Semantik einführt).

### Textsammlungen
Textsammlungen in deutscher Sprache
- Christian Bermes (Hrsg.): Sprachphilosophie. Alber, Freiburg 1997.
- Tilman Borsche (Hrsg.): Klassiker der Sprachphilosophie. Von Platon bis Noam Chomsky. C. H. Beck, München 1996.
- Günther Grewendorf und Georg Meggle (Hrsg.): Linguistik und Philosophie. Athenäum, Frankfurt am Main 1974.
- Ludger Hoffmann (Hrsg.): Sprachwissenschaft. Ein Reader. 3. Auflage. de Gruyter, Berlin 2010.
- Jonas Pfister (Hrsg.): Texte zur Sprachphilosophie. Reclam, Stuttgart 2011.
- Georg Meggle (Hrsg.): Handlung, Kommunikation, Bedeutung. Suhrkamp, Frankfurt am Main 1993.
- Ursula Wolf (Hrsg.): Eigennamen. Suhrkamp, Frankfurt am Main 1983.

Textsammlungen in englischer Sprache
- Robert M. Harnish (Hrsg.): Basic Topics in the Philosophy of Language. Harvester Wheatsheaf, New York 1993.
- Jennifer Hornsby and Guy Longworth (Hrsg.):  Reading Philosophy of Language. Selected texts with interactive commentary. Blackwell, London 2006.
- Peter Ludlow (Hrsg.): Readings in the Philosophy of Language. MIT Press, Cambridge, Mass. 1997.
- A.P. Martinich, The Philosophy of Language. 3. Auflage. Oxford University Press, Oxford 1997.
- P. Yourgrau (Hrsg.): Demonstratives. Oxford University Press, Oxford 1993.

### Aufsatzsammlungen
- Georg W. Bertram, David Lauer, Jasper Liptow, Martin Seel: In der Welt der Sprache. Suhrkamp, Frankfurt am Main 2008.
- Michael Devitt, Richard Hanley (Hrsg.): The Blackwell Guide to the Philosophy of Language. Blackwell, Oxford 2006.
- Gareth Evans, John McDowell (Hrsg.): Truth & Meaning: Essays in Semantics. Clarendon Press, Oxford 1976.
- Bob Hale, Crispin Wright (Hrsg.), A Companion to the Philosophy of Language. Blackwell, Oxford 1996.
- John Hawthorne, Dean Zimmermann (Hrsg.): Language and Philosophical Linguistics. Philosophical Perspectives. Band 17. Ridgeview, Atascadero, Kalifornien 2004.
- Philip Hogh, Stefan Deines (Hrsg.): Sprache und Kritische Theorie. Campus, Frankfurt am Main 2016.
- Jerold Katz (Hrsg.): The Philosophy of Linguistics. Oxford University Press, Oxford 1985.
- Ernest Lepore, Barry C. Smith (Hrsg.): The Oxford Handbook of Philosophy of Language. Oxford University Press, 2005.
- Ernest Lepore, Truth & Interpretation: Perspectives on the Philosophy of Donald Davidson. Blackwell, Oxford 1986.
- A. W. Moore (Hrsg.): Meaning & Reference. Oxford University Press, Oxford 1993.
- Nathan Salmon, Scott Soames (Hrsg.): Propositions & Attitudes. Oxford University Press, Oxford 1988.
- J. Tomberlin (Hrsg.): Language and Logic. Philosophical Perspectives. Band 7. Ridgeview, Atascadero, Kalifornien 1993.
- J. Tomberlin (Hrsg.): Logic and Language. Philosophical Perspectives. Band 8. Ridgeview, Atascadero, Kalifornien 1994.
- J. Tomberlin (Hrsg.): Language and Mind. Philosophical Perspectives. Band 16. Ridgeview, Atascadero, Kalifornien 2002.